# Rogačić, Vis
Rogačić je manjše naselje na otoku Visu (Hrvaška), ki upravno spada pod mesto Vis; le-ta pa spada pod Splitsko-dalmatinsko županijo.
Rogačić je ribiško naselje na sevrovzhodni strani otoka. Naselje leži na obali zaliva Parja, katerega obdajata dva rta; Rt Dno kampa , na katerem stoji cerkvica sv. Juraj, v bližini pa otoček Host, in Rt Nova pošta, ki je posejan z bunkerji in vojaškimi opazovalnicami. Kraj je z lokalno cesto povezan z Visom, od katerega je oddaljen okoli 5 km.
Zaliv Parja je tudi primeren za sidranje plovil. Najboljše sidrišče je pod rtom Nova pošta na zahodni obali zaliva. Globina morja na sidrišču je do 5 metrov.

## Demografija
| Pregled števila prebivalcev po letih | Pregled števila prebivalcev po letih | Pregled števila prebivalcev po letih | Pregled števila prebivalcev po letih | Pregled števila prebivalcev po letih | Pregled števila prebivalcev po letih | Pregled števila prebivalcev po letih | Pregled števila prebivalcev po letih | Pregled števila prebivalcev po letih | Pregled števila prebivalcev po letih | Pregled števila prebivalcev po letih | Pregled števila prebivalcev po letih | Pregled števila prebivalcev po letih | Pregled števila prebivalcev po letih | Pregled števila prebivalcev po letih |
| ------------------------------------ | ------------------------------------ | ------------------------------------ | ------------------------------------ | ------------------------------------ | ------------------------------------ | ------------------------------------ | ------------------------------------ | ------------------------------------ | ------------------------------------ | ------------------------------------ | ------------------------------------ | ------------------------------------ | ------------------------------------ | ------------------------------------ |
| 1857                                 | 1869                                 | 1880                                 | 1890                                 | 1900                                 | 1910                                 | 1921                                 | 1931                                 | 1948                                 | 1953                                 | 1961                                 | 1971                                 | 1981                                 | 1991                                 | 2001                                 |
| 0                                    | 0                                    | 0                                    | 0                                    | 0                                    | 0                                    | 0                                    | 0                                    | 0                                    | 0                                    | 0                                    | 0                                    | 0                                    | 0                                    | 8                                    |